# Rosario Gutiérrez
Rosario Alicia Soledad Gutiérrez Aicua (Ciudad de México, 5 de septiembre de 1929-Ciudad de México, diciembre de 2023), conocida como Rosario Gutiérrez, fue una actriz mexicana. 

## Biografía y carrera

### 1929-1949: primeros años
Rosario Alicia Soledad Gutiérrez Aicua nació el 5 de septiembre de 1929 en Ciudad de México, siendo hija del actor teatral Juan Eduardo Rafael Gutierréz Goizueta, y de la bailarina teatral Alicia Aicua López. Concebida en un núcleo familiar dedicado al teatro, también se incluyó a su abuelo materno, que era actor cómico, su abuela materna, que trabajaba como cupletista, y su abuela paterna Soledad Goizueta, que era cantante de opera. Teniendo estas bases artísticas, desde su infancia aspiró a convertirse en actriz. Dicho objetivo se hizo más fuerte con el apoyo de su hermana menor Anabelle Rafaela Gutiérrez Aicua, nacida en 1931, que al igual que ella, se propuso a ser actriz.
Finalmente en 1949, como sus padres conocían al actor Julián Soler y este había apadrinado artísticamente a su hermana Rafaela, con los nombres de Rosario Gutiérrez y Anabel Gutiérrez, hicieron su debut actoral como extras no acreditadas en la película, El diablo no es tan diablo, que fue dirigida por Julián.

### 1949-1953:Época de oro del cine mexicano
A partir de 1949, ella y Anabel prosiguieron con sus carreras durante el transcurso de la Época de Oro del cine mexicano. Ya que ambas se hallaban tomando clases de danza en el INBA, el mismo año fueron reclutadas nuevamente como extras para algunas escenas de baile del filme La liga de las muchachas, estrenado en 1950, donde compartieron escena con las futuras actrices; Irma Dorantes y Pina Pellicer. Siendo presentadas como Ana Bella y Rosario, repitieron la misma hazaña en Al son del mambo, también de 1950.
Establecidas formalmente en el cine, su filmografía conjunta prosiguió con Deseada de 1951, en la que ella fue acreditada como Charito Gutiérrez, pero después abandonó dicho nombre para continuar como Rosario Gutiérrez. De igual forma en 1951, intervino en su única producción en solitario sin el acompañamiento de Anabel, la comedia musical Del can-can al mambo, dirigida por Chano Urueta. Dos años después, en 1953, se estrenaron las cintas Mujeres que trabajan (1953) y Caribeña (1953), sus últimos proyectos con Anabel y sus trabajos finales como actriz, ya que el mismo año se retiró de la actuación y del medio artístico.

### 1953-2022: vida posterior
Luego de retirarse, en fecha desconocida contrajo matrimonio con el cantante y compositor mexicano Chucho Martínez Gil, con quien procreó dos hijos. El 22 de mayo de 1988, Chucho falleció en Ciudad de México a los 70 años de edad. Tras varios años sin saberse de ella, el 6 de enero de 2022, a través de la página de Facebook del portal web de noticias Siete24.mx, se informó que se requerían donadores de sangre para ella, ya que estaba internada en el hospital general regional número 2 del IMSS «Guillermo Fajardo Ortiz», tras haber sufrido una caída. El 21 de agosto del mismo año, su hermana Anabel falleció en Puebla de Zaragoza.

## Muerte
En diciembre de 2023, Gutiérrez falleció en Ciudad de México a los 94 años de edad.

## Filmografía
| Año  | Título                     | Papel                 | Notas                               |
| ---- | -------------------------- | --------------------- | ----------------------------------- |
| 1949 | El diablo no es tan diablo | Amiga de Yoyo         | No acreditada                       |
| 1950 | La liga de las muchachas   | Bailarina             | No acreditada                       |
| 1950 | Al son del mambo           | Bailarina             | Acreditada como Ana Bella y Rosario |
| 1951 | Deseada                    | Rosario               | Acreditada como Charito Gutiérrez   |
| 1951 | Del can-can al mambo       | Martha                |                                     |
| 1953 | Mujeres que trabajan       | Lupe                  |                                     |
| 1953 | Caribeña                   | Personaje desconocido |                                     |